# فريتز هوبنر
فريتز هوبنر (بالألمانية: Fritz Hübner)‏ هو مغني ومغني أوبرا ألماني، ولد في 25 أبريل 1933، وتوفي في 16 يونيو 2000 في برلين في ألمانيا.

## وصلات خارجية
- فريتز هوبنر على موقع IMDb (الإنجليزية)
- فريتز هوبنر على موقع ميوزك برينز (الإنجليزية)
- فريتز هوبنر على موقع أول موفي (الإنجليزية)
- فريتز هوبنر على موقع ديسكوغز (الإنجليزية)
- فريتز هوبنر على موقع قاعدة بيانات الفيلم (الإنجليزية)